# Liste der Stolpersteine in Gelsenkirchen-West

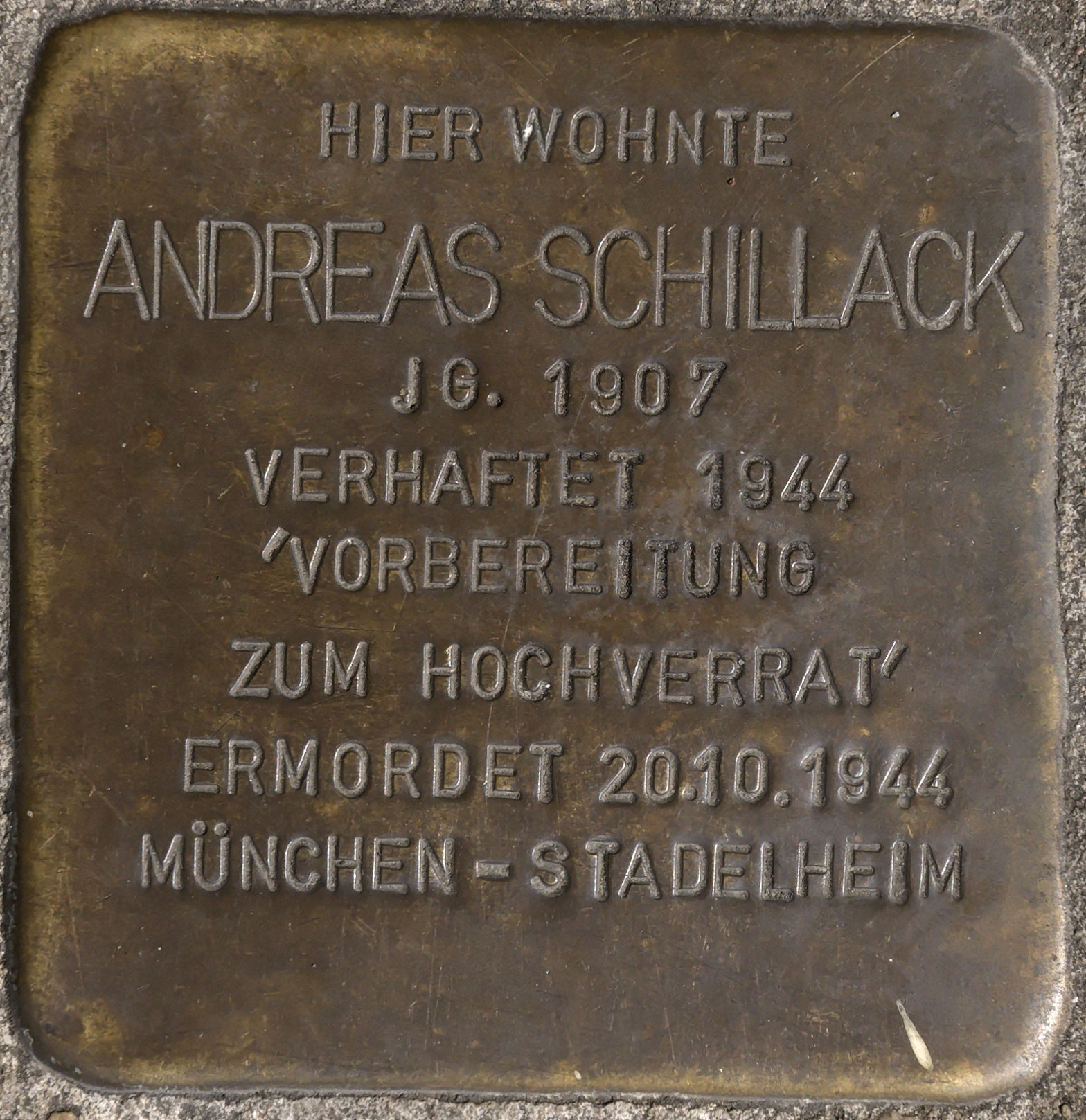
Stolperstein für Andreas Schillack

Die Liste der Stolpersteine in Gelsenkirchen-West enthält Stolpersteine, die im Rahmen des gleichnamigen Kunst-Projekts von Gunter Demnig in Gelsenkirchen in den Stadtteilen Horst und Beckhausen verlegt wurden. Mit ihnen soll Opfern des Nationalsozialismus gedacht werden, die in Gelsenkirchen lebten und wirkten.
Diese Liste ist Teil der Liste der Stolpersteine in Gelsenkirchen.

## Liste der Stolpersteine
| Person                   | Adresse                 | Inschrift | Bild | weitere Informationen |
| ------------------------ | ----------------------- | --- | --- | --- |
| Charles Ganty            | Am Bugapark 1 ⊙         | Hier wohnte Charles Ganty Jg. 1920 Zwangsarbeit 1940 Zeche Nordstern verhaftet 31.8.1942 'Feindbegünstigung' hingerichtet 7.9.1943 Plötzensee                                | | |
| Alice Brunetta Stein     | Buerer Straße 8 ⊙       | Hier wohnte Alice Brunetta Stein Jg. 1903 Flucht 1938 Holland Interniert Westerbork Deportiert 1943 Auschwitz Ermordet 17.9.1943                                             | | |
| Lilly Stein              | Buerer Straße 8 ⊙       | Hier wohnte Lilly Stein geb. Salomon Jg. 1881 Flucht 1938 Holland Interniert Westerbork Deportiert 1943 Auschwitz Ermordet 17.9.1943                                         | | |
| Josef Gutgold            | Eckenerstraße 14 ⊙      | Hier wohnte Josef Gutgold Jg. 1897 Flucht 1939 Holland Interniert Westerbork Tot 28.2.1945                                                                                   | | Der aus Lodz stammende Kaufmann Josef Gutgold lebte mit seiner Familie in Hamborn, wo auch seine beiden Kinder Leo und Eva geboren wurden. Die Familie kam 1925 nach Horst-Emscher. Seine Waren (Haus- und Tischwäsche) verkaufte er als Hausierhändler an den Häusern. Nachdem ihre Wohnung am Morgen des 10. November 1938 von SA-Leuten gestürmt und verwüstet worden war, floh die Familie im Januar/Februar 1939 vor der Verfolgung durch die Nazis nach Rotterdam. 1942 wurden die Eheleute im nunmehr deutsch besetzten Holland verhaftet und im Durchgangslager Westerbork eingesperrt. Der Ort der Ermordung von Josef Gutgold ist unbekannt. Die Patenschaft für den am 29. April 2013 verlegten Stolperstein für Josef Gutgold hat die Enkelin einer Zeitzeugin übernommen, die eine Stammkundin von Gutgold war und kurz vor dessen Flucht noch ein Bettlaken von ihm erworben hatte. |
| Helene Gutgold           | Eckenerstraße 14 ⊙      | Hier wohnte Helene Gutgold geb. Weinrieb Jg. 1896 Flucht 1939 Holland Interniert Westerbork Deportiert 1944 Theresienstadt Ermordet in Auschwitz                             | | Helene Gutgold stammte wie ihr Mann Josef aus Lodz und lebte in Hamborn, wo ihre Kinder Leo und Eva zur Welt kamen. Die Familie lebte seit 1925 in Horst-Emscher und flüchtete Anfang 1939 vor der Judenverfolgung nach Rotterdam. Die Tochter Eva wurde mit einem Kindertransport nach England in Sicherheit gebracht und emigrierte später von dort aus nach Palästina. 1942 wurden die Eheleute Josef und Helene Gutgold von den Nazis verhaftet und im Durchgangslager Westerbork eingesperrt. Helene Gutgold wurde am 4. September 1944 mit dem Transport XXIV/7 in das Ghetto Theresienstadt und am 4. Oktober weiter in das KZ Auschwitz verschleppt und dort ermordet. Auch ihr Sohn Leo wurde zusammen mit seiner Frau und einer unbekannten Anzahl Kinder von den Nazis ermordet. |
| Andreas Schillack        | Essener Straße 71 ⊙     | Hier wohnte Andreas Schillack Jg. 1907 verhaftet 1944 ‘Vorbereitung zum Hochverrat’ Ermordet 20.10.1944 München-Stadelheim                                                   | | Andreas Schillack jun. war in Gelsenkirchen als Bergmann tätig und gehörte der Widerstandsgruppe um Franz Zielasko an. Der Haftbefehl für ihn erging am 26. Mai 1944; am 12. August 1944 wurde er verhaftet. Im Gerichtsverfahren vor dem Volksgerichtshof wurde ihm vorgeworfen, er habe Franz Zielasko mit Brotmarken für 600 g, einer Dose Schuhcreme und einer Tube Zahnpasta unterstützt. Wegen Hochverrats und Feindbegünstigung wurde er zum Tode verurteilt und in München-Stadelheim enthauptet. |
| David Berghausen         | Essener Straße 76 ⊙     | Hier wohnte David Berghausen Jg. 1887 deportiert 1942 Ermordet in Riga | | David Berghausen wurde am 19. Juni 1876 in Hohenhausen bei Brake an der Lippe geboren und war in Gelsenkirchen wohnhaft. Er wurde am 27. Januar 1942 von Gelsenkirchen über Dortmund in das Ghetto Riga deportiert. |
| Isabella Berghausen      | Essener Straße 76 ⊙     | Hier wohnte Isabella Berghausen geb. Bär Jg. 1876 deportiert 1942 Ermordet in Riga                                                                                           | | Isabella Barbara Baer stammte aus Alsenz bei Kirchheimbolanden und war in Gelsenkirchen wohnhaft. Sie wurde am 27. Januar 1942 von Gelsenkirchen über Dortmund in das Ghetto Riga deportiert. |
| Norbert Homberg          | Fischerstraße 173 ⊙     | Hier wohnte Norbert Homberg Jg. 1890 deportiert 1942 Ghetto Riga 1943 KZ Kaiserwald ermordet                                                                                 | | |
| Selma Homberg            | Fischerstraße 173 ⊙     | Hier wohnte Selma Homberg geb. Mayersohn Jg. 1891 gedemütigt/entrechtet tot 11. Nov. 1939                                                                                    | | |
| Emma Mayersohn           | Fischerstraße 173 ⊙     | Hier wohnte Emma Mayersohn Jg. 1890 deportiert 1942 Riga ermordet | | |
| Lothar Keiner            | Koststraße 15 ⊙         | Hier wohnte Lothar Keiner Jg. 1908 verhaftet 17.4.1940 verurteilt §175 Gefängnis Bochum 1941 Gefängnis Lingen 1942 Neuengamme ermordet 27.11.1942                            | | |
| Frieda Neudorf           | Markenstraße 19 ⊙       | Hier wohnte Frieda Neudorf geb. Grünewald Jg. 1894 deportiert 1942 ermordet 1944 in Riga                                                                                     | | |
| Simon Neudorf            | Markenstraße 19 ⊙       | Hier wohnte Simon Neudorf Jg. 1899 verhaftet 1939 ermordet 1941 in Sachsenhausen                                                                                             | | |
| Hermann Neudorf          | Markenstraße 19 ⊙       | Hier wohnte Hermann Neudorf Jg. 1925 abgeschoben 1939 Bentschen 1942 Riga 1944 Stutthof Todesmarsch 1945 Buchenwald befreit/überlebt                                         | | |
| Charlotte Süsskind       | Markenstraße 29 ⊙       | Hier wohnte Charlotte Süsskind Jg. 1929 deportiert 1942 Riga 1944 Stutthof ermordet 27.12.1944                                                                               | | |
| Iwan Süsskind            | Markenstraße 29 ⊙       | Hier wohnte Iwan Süsskind Jg. 1898 verhaftet 1942 Gelsenkirchen-Horst deportiert 1942 Riga 1944 Stutthof/Dachau 1945 Aussenl Mühldorf befreit/überlebt                       | | |
| Marianne Süsskind        | Markenstraße 29 ⊙       | Hier wohnte Marianne Süsskind geb. Stein Jg. 1905 deportiert 1942 Riga 1944 Stutthof ermordet 8.12.1944                                                                      | | |
| Max Schloss              | Markenstraße 30 ⊙       | Hier wohnte Max Schloss | Bild gesucht Der Benutzer GeorgDerReisende ( Diskussion ) wünscht sich an dieser Stelle ein Bild vom Ort mit diesen Koordinaten 51.53123 7.026461 . Motiv: Markenstraße 30: die Stolpersteine für die Familie Schloss, die Lage und das Haus Falls du dabei helfen möchtest, erklärt die Anleitung , wie das geht. BW | Die Stolpersteine für die Familie Schloss liegen an der Straßenecke zur Schlossstraße. |
| Julia Schloss            | Markenstraße 30 ⊙       | Hier wohnte Julia Schloss | Bild gesucht Die Wikipedia wünscht sich an dieser Stelle ein Bild vom hier behandelten Ort. Falls du dabei helfen möchtest, erklärt die Anleitung , wie das geht. BW | |
| Ludwig Schloss           | Markenstraße 30 ⊙       | Hier wohnte Ludwig Schloss | Bild gesucht Die Wikipedia wünscht sich an dieser Stelle ein Bild vom hier behandelten Ort. Falls du dabei helfen möchtest, erklärt die Anleitung , wie das geht. BW | |
| Hildegard Schloss        | Markenstraße 30 ⊙       | Hier wohnte Hildegard Schloss | Bild gesucht Die Wikipedia wünscht sich an dieser Stelle ein Bild vom hier behandelten Ort. Falls du dabei helfen möchtest, erklärt die Anleitung , wie das geht. BW | |
| Susanne Schloss          | Markenstraße 30 ⊙       | Hier wohnte Susanne Schloss | Bild gesucht Die Wikipedia wünscht sich an dieser Stelle ein Bild vom hier behandelten Ort. Falls du dabei helfen möchtest, erklärt die Anleitung , wie das geht. BW | |
| Josef Günsberg           | Poststraße 20 ⊙         | Hier wohnte Josef Günsberg Jg. 1895 Flucht 1939 Holland interniert Westerbork deportiert 1942 Auschwitz ermordet 31.8.1942                                                   | | |
| Fanny Günsberg           | Poststraße 20 ⊙         | Hier wohnte Fanny Günsberg Jg. 1927 Flucht 1938 Holland interniert Westerbork deportiert 1943 Sobibor ermordet 26.3.1943                                                     | | |
| Lothar Günsberg          | Poststraße 20 ⊙         | Hier wohnte Lothar Günsberg Jg. 1928 Flucht 1938 Holland interniert Westerbork deportiert 1943 Sobibor ermordet 26.3.1943                                                    | | |
| Petrus Gustav Droessaert | Rudolf-Bertram-Platz ⊙  | Hier wohnte Petrus Gustav Droessaert geb. 1898 Belgien seit 1942 Zwangsarbeit Gelsenberg-Benzin AG Luftschutzbunkerverbot bei Bombenangriff schwer verletzt tot 5. Juni 1943 | | Der Stolperstein liegt am Zugang zum Rudolf-Bertram-Platz in der Buerer Straße. |
| Johann Eichenauer        | Schlangenwallstraße 9 ⊙ | Hier wohnte Johann Eichenauer Jg. 1889 im Widerstand verhaftet 1934 Strafanstalt Herford Neuengamme 1945 Cap Arcona tot 3.5.1945 Neustädter Bucht                            | | |